# Khu tự trị Nùng
Xứ Nùng (tiếng Pháp: Pays Nung), hoặc Khu tự trị Nùng (tiếng Pháp: Territoire Autonome Nung) là một đơn vị hành chính ở Bắc Kỳ vào cuối thời Pháp thuộc. Văn bản quy định xứ Nùng ra mắt năm 1947. Cư dân của vùng này là người Hoa di cư sang, vốn là người Ngái (Hoa Nùng hay Nùng Hoa) thuộc Hán tộc, không liên quan dân tộc Nùng ở Việt Nam và người Tráng ở Quảng Tây.

## Lịch sử
Khu này gồm Hà Cối, Tiên Yên, Đầm Hà, Ba Chẽ, Bình Liêu, Đình Lập, Hải Ninh, với Móng Cái là thủ phủ. Đơn vị này được lập năm 1947 đến năm 1950 thì gom vào Hoàng triều Cương thổ thuộc quyền Quốc trưởng Bảo Đại theo đạo dụ số 6 ký ngày 15 Tháng Tư. Lãnh tụ Nùng là Đại tá Voòng A Sáng. Sau Trận Điện Biên Phủ, chính phủ Việt Nam Dân chủ Cộng hòa tiếp thu toàn phần đất nước Việt Nam phía bắc vĩ tuyến 17 thì Khu tự trị Nùng cũng bị giải tán. Đơn vị hành chính này chỉ tồn tại tổng cộng bảy năm từ năm 1947 đến năm 1954. Sau di cư vào Nam, họ sinh sống chủ yếu dọc Phan Thiết, Đồng Nai và làm nông.

## Tổ chức
Khu tự trị Nùng có Hội đồng Lãnh thổ là cơ quan lập pháp. Cơ quan này gồm các đại biểu dân cử chiếu theo tỷ lệ 1000 dân cư thì được bầu lên một đại biểu. Hành pháp có Hội đồng cai trị thường trực. Tư pháp thì chiếu theo luật pháp chung của Việt Nam.   Điểm này khác hẳn khu tự trị Thái đương thời, nơi luật truyền thống của người Thái được dùng làm luật căn bản.